# شرکت کود فوجی
شرکت کود فوجی ({{lang-ur|فوجی فرٹیلائزر کمپنی) شرکت صنایع شیمیایی پاکستانی است، که در سال ۱۹۷۸ تأسیس شد.